# فردونیا (داکوتای شمالی)
فردونیا(به انگلیسی: Fredonia) شهری در ایالت داکوتای شمالی کشور ایالات متحده آمریکا است که جمعیت آن در سرشماری سال ۲۰۱۰ میلادی، ۴۶ نفر بوده‌است.